# Cantón de Ribécourt-Dreslincourt
El cantón de Ribécourt-Dreslincourt era una división administrativa francesa, que estaba situada en el departamento de Oise y la región de Picardía.

## Composición
El cantón estaba formado por diecisiete comunas:
- Bailly
- Cambronne-lès-Ribécourt
- Carlepont
- Chevincourt
- Chiry-Ourscamp
- Longueil-Annel
- Machemont
- Marest-sur-Matz
- Mélicocq
- Montmacq
- Pimprez
- Le Plessis-Brion
- Ribécourt-Dreslincourt
- Saint-Léger-aux-Bois
- Thourotte
- Tracy-le-Val
- Vandélicourt

## Supresión del cantón de Ribécourt-Dreslincourt
En aplicación del Decreto nº 2014-196 de 20 de febrero de 2014, el cantón de Ribécourt-Dreslincourt fue suprimido el 22 de marzo de 2015 y sus 17 comunas pasaron a formar parte; dieciséis del nuevo cantón de Thourotte y una del nuevo cantón de Noyon.